# Alice Miyuki
Alice Miyuki  ( 美雪 ありす   Miyuki Arisu?) es una tarento, actriz, modelo y AV Idol japonesa.

## Vida y carrera
Alice Miyuki nació el 25 de abril de 1987 en Hokkaido, Japón. Ella trabajó como modelo durante cinco años, y apareció regularmente en programas de entretenimiento y comerciales de la televisión de Hokkaido por tres años y medio. En diciembre de 2010 inició en la industria de videos para adultos AV con el video White Love de la compañía Alice Japan.  En abril de 2011 debutó como actriz de películas de un tema no exclusivo para adultos de la compañía V-Cinema con la película Girl Faker (テキ屋ガールズ) del director Isamudai Kanazawa.